# XUDA
XUDA (універсальний API бази даних Xcert, англ. Xcert Universal Database API) — це бібліотека, яка використовується й інтегрується в багато продуктів з інфраструктурою відкритих ключів (ІВК) різних виробників, таких як KEON CA від RSA LABS.
XUDA являє собою прикладний програмний інтерфейс (API), який дозволяє програмістам розробляти застосунки з ІВК. XUDA краще розглядати як набір інструментів або бібліотеку програм, що ізолюють застосунки від складності ІВК. Він інкапсулює доступ до захищеної бази даних і суворої аутентифікації за допомогою сертифікатів відкритих ключів і використовує SSL–LDAP для запитів до віддалених баз даних з використанням сертифікатів, представлених в ході транзакції SSL. XUDA був побудований для використання криптографії інших виробників. Це дозволяє постачальникам надавати клієнтам криптографію за своїм вибором, включно зі всіма сумісними з PKCS 11 смарт-картами і апаратними ключами.
XCert є приватною компанією, яка розробила і впровадила продукти на основі цифрової сертифікації для забезпечення електронних ділових операцій. У лютому 2001 року компанія була придбана Лабораторією RSA.